# Скримджер-Уэддерберн, Генри, 11-й граф Данди
Генри Джеймс Скримджер-Уэддерберн, 11-й граф Данди (англ. Henry James Scrymgeour-Wedderburn, 11th Earl of Dundee; 3 мая 1902 — 29 июня 1983) — шотландский дворянин, военный и политик.

## Происхождение и образование
Родился 3 мая 1902 года. Старший сын полковника Генри Скримджера-Веддерберна, де-юре 10-го графа Данди (1872—1924), и Эдит Моффат (1877—1968), дочери Джона Моффата. Он получил образование в Винчестерском колледже и Баллиол-колледже, Оксфорд, где он был президентом Оксфордского союза в октябре 1924 года. Он окончил его со степенью магистра искусств в 1926 году.

## Политическая карьера
После учёбы в Оксфорде Генри Скримджер-Уэддерберн поступил на службу в Территориальную армию в апреле 1927 года в качестве второго лейтенанта в 6-й/7-й батальон «Черная стража».
С 1931 по 1945 год от он заседал в Палате общин Великобритании от Западного Ренфрушира (от партии юнионистов). С 1933 по 1935 год — личный парламентский секретарь при президенте Совета по образованию, с 1935 по 1936 год — личный парламентский секретарь при министре сельского хозяйства, личный парламентский секретарь при министре по делам Шотландии в 1936 году, затем был повышен до заместителя министра по делам Шотландии с 1936 по 1939 год.
Он служил во Второй мировой войне в качестве офицера в 7-м батальоне «Черная стража» с 1939 по 1941 год, оставив службу в звании капитана.
Мировой судья графства Файф (1927) и заместитель лейтенанта графства Файф (1936).
Скримджер-Уэддерберн был ранен, поэтому вернулся в лондонскую политику. Он был непродолжительное время заместителем государственного секретаря Шотландии с 1941 по 1942 год. Он был выбран в качестве члена парламентской делегации в Китай как раз тогда, когда японские солдаты штурмовали Сингапур. Делегаты обещали предложить китайцам военную поддержку в более широком альянсе для борьбы с оккупацией Маньчжурии.
31 июля 1952 года претензии семьи Скримджер на титулы  виконта Дадхоупа и  лорда Скримджера в Пэрстве Шотландии были приняты Комитетом лордов по привилегиям. 18 мая 1953 года его претензии на титулы  графа Данди и  лорда Иннеркитинга также были удовлетворены. 30 июля 1954 года для него был создан титулы  барона Глассари из Глассари в графстве Аргайл в Пэрстве Соединённого королевства, что дало ему и его потомкам автоматическое место в Палате лордов Великобритании.
Премьер-министр Гарольд Макмиллан выбрал графа Данди министром без портфеля с 1958 по 1961 год из-за его богатого опыта на родине и за рубежом. Данди успешно продвинулся до второго места в Министерстве иностранных дел в качестве государственного министра по делам Индо-Тихоокеанского региона с 1961 по 1964 год. Одновременно он был помощником заместителя лидера Палаты лордов с 1960 по 1962 год и заместителем лидера Палаты лордов с 1962 по 1964 год. В 1959 году он был назначен членом Тайного совета Великобритании.
Лорд Данди также был наследным королевским знаменосцем Шотландии. Он был награжден Орденом Бриллиантовой звезды Китая. В 1954 году он был удостоен почетной степени доктора права Университета Сент-Эндрюс.

## Семья
30 октября 1946 года лорд Данди женился на вдове своего брата, Патриции Кэтрин Монтегю Дуглас Скотт (9 октября 1910 — 3 декабря 2012), дочери лорда Герберта Скотта (1872—1944), и Мари Жозефины Агнес Эдвардс (1882—1965), внучке Уильяма Монтегю Дугласа Скотта, 6-го герцога Баклю. На самом деле она была вдовой не одного, а двух солдат, оба из которых погибли в бою: подполковника Уолтера Дугласа Фолкнера (1898—1940), кавалера Военного креста Ирландского гвардейского полка, и младшего брата лорда Данди Дэвида Скримджера-Уэддерберна (1912—1944), кавалера ордена «За боевые заслуги» Шотландского гвардейского полка, от каждого из которых у неё было по двое детей.
У лорда и леди Данди был один ребенок:
- Александр Генри Скримджер, 12-й граф Данди (род. 5 июня 1949), преемник отца.

Леди Данди умерла 3 декабря 2012 года в возрасте 102 лет.